# جوستو تيخادا
جوستو تيخادا مارتينيز (بالإسبانية: Justo Tejada Martínez) (مواليد 6 يناير 1933، في برشلونة إسبانيا.) هو لاعب كرة قدم إسباني سابق، لعب في خط الهجوم. بدأ اللعب مع نادي برشلونة، حيث لعب معهم 9 مواسم حقق خلالها لقب الدوري مرتين ولقب كأس ملك إسبانيا مرتين كذلك. قبل أن ينتقل إلى الغريم نادي ريال مدريد في عام 1961 ويلعب معهم لموسمين فقط، حقق خلالها الدوري مرتين ولقب كأس ملك إسبانيا مرة واحدة. كذلك شارك تيخادا مع المنتخب الإسباني في 8 مباريات سجحل خلالها 4 أهداف.
فاز في موسم 1961–62 بلقب هداف دوري أبطال أوروبا مع نادي ريال مدريد، حيث سجل 7 أهداف.

## روابط خارجية
- جوستو تيخادا على موقع قاعدة بيانات كرة القدم.إي يو (الإنجليزية)
- جوستو تيخادا على موقع ناشيونال فوتبول تيمز (الإنجليزية)
- جوستو تيخادا على موقع عالم كرة القدم.نت (الإنجليزية)